# Lijst van kranten in Turkije
Hieronder volgt een lijst van kranten in Turkije.

## Nationale kranten in het Turks
| Naam                   | Website                                                                       | Opmerking | Wekelijkse verkoop |
| ---------------------- | ----------------------------------------------------------------------------- | --------- | ------------------ |
| Aydınlık               | http://www.aydinlik.com.tr                                                    |           | 539.371            |
| Akşam                  | http://www.aksam.com.tr                                                       |           | 178.807            |
| Anadolu'da Vakit       | http://www.vakit.com.tr                                                       |           | 63.974             |
| Anayurt                | http://www.anayurtgazetesi.com                                                |           |                    |
| BirGün                 | http://www.birgun.net                                                         |           | 7.407              |
| Bugün                  | https://web.archive.org/web/20130627100540/http://www.bugun.com.tr/           |           | 140.340            |
| Bulvar                 |                                                                               |           | 27.117             |
| Cumhuriyet             | http://www.cumhuriyet.com.tr                                                  |           | 69.316             |
| Dokuz Sütun            |                                                                               |           |                    |
| Dünden Bugüne Tercüman |                                                                               |           |                    |
| Dünya                  | https://web.archive.org/web/20140214013831/http://www.dunyagazetesi.com.tr/   |           | 54.699             |
| Efsane Fotospor        | https://web.archive.org/web/20070508235639/http://efsanefotospor.com/         |           | 65.786             |
| Evrensel               | http://www.evrensel.net                                                       |           |                    |
| Fanatik                | http://www.fanatik.com.tr                                                     | Sport     | 205.293            |
| Fenerbahçe Gazetesi    | https://web.archive.org/web/20071024113423/http://www.fenerbahcegazetesi.com/ | Sport     |                    |
| Sözcü                  |                                                                               |           | 109.699            |
| Güneş                  | http://www.gunes.com                                                          |           | 138.256            |
| Hürriyet               | http://www.hurriyet.com.tr                                                    |           | 653.607            |
| Hürses                 |                                                                               |           | 1.635              |
| Kurultay               |                                                                               |           |                    |
| Milli Gazete           | http://www.milligazete.com.tr                                                 |           | 54.453             |
| Milliyet               | http://www.milliyet.com.tr                                                    |           | 249.102            |
| Ortadoğu               | https://web.archive.org/web/20070505184033/http://www.ortadogugazetesi.net/   |           | 13.672             |
| Önce Vatan             | https://web.archive.org/web/20070502012437/http://www.oncevatan.com.tr/       |           | 7.086              |
| Özgür Gündem           | https://web.archive.org/web/20070429172124/http://www.gundemimiz.com/         |           |                    |
| Pas-Fotomaç            | http://www.fotomac.com.tr                                                     | Sport     | 194.007            |
| Posta Gazetesi         | https://web.archive.org/web/20100111032737/http://www.posta-gazetesi.net/     |           | 623.961            |
| Resmi Gazete           | https://web.archive.org/web/20070507085304/http://rega.basbakanlik.gov.tr/    | Officieel |                    |
| Sabah                  | https://www.sabah.com.tr/                                                     |           | 546.592            |
| Star                   | http://www.stargazete.com/                                                    |           | 86.068             |
| Şok                    | https://www.gazetesok.com/                                                    |           | 59.782             |
| Takvim                 | https://www.takvim.com.tr/                                                    |           | 252.079            |
| Türkiye                | https://www.turkiyegazetesi.com/                                              |           | 203.830            |
| Vatan                  | https://web.archive.org/web/20160324234435/http://www.vatanim.com.tr/         |           | 228.865            |
| Yeni Asya              | https://www.yeniasya.com.tr/                                                  |           | 9.254              |
| Yeni Çağ               | https://www.yenicaggazetesi.com.tr/                                           |           | 253.393            |
| Yeni Ekonomi           | https://web.archive.org/web/20160501071940/http://yeniekonomigazetesi.com/    |           |                    |
| Yeni Mesaj             | https://www.yenimesaj.com.tr/                                                 |           | 2.956              |
| Yeni Şafak             | http://www.yenisafak.com.tr/                                                  |           | 126.318            |
| Zaman                  | https://web.archive.org/web/20061230054856/http://www.zaman.com/              |           | 989.494            |

## Kranten in andere talen
| Naam               | Website                                                                        | Taal                  | Opmerking | Wekelijkse verkoop |
| ------------------ | ------------------------------------------------------------------------------ | --------------------- | --------- | ------------------ |
| Agos               | http://www.agos.com.tr/                                                        | Armeens en Turks      | Wekelijks |                    |
| Apoyevmatini       |                                                                                | Grieks                | [ 2 ]     |                    |
| Azadiya Welat      |                                                                                | Koerdisch             |           |                    |
| İho (Yankı)        |                                                                                | Grieks                | [ 2 ]     |                    |
| Şalom              | https://www.salom.com.tr/                                                      | Turks en Ladino-Joods | Wekelijks |                    |
| The New Anatolian  | http://www.thenewanatolian.com/                                                | Engels                |           |                    |
| Today's Zaman      | https://web.archive.org/web/20061230054856/http://www.zaman.com/               | Engels                |           | 3.765              |
| Turkish Daily News | https://web.archive.org/web/20070508203214/http://www.turkishdailynews.com.tr/ | Engels                |           | 2.863              |
| Zaman Vandaag      | http://www.zamanvandaag.nl/                                                    | Nederlands            |           |                    |

## Plaatselijke kranten
Adana
- Adana Yerel Haber
- Başak Gazetesi
- Bölge
- Ekspres Gazetesi
- Medya Yenigün
- Yeni Adana
- Yeni Gün

Adıyaman
- Adıyaman Haber
- Çağdaş Gölbaşı

Afyonkarahisar
- Afyon Haber
- Afyon Odak
- Gazete Gerçek
- Sandıklı Haber

Amasya
- Bilgi Gazetesi

Ankara
- Gazete Ankara

Antalya
- Alanya
- Akseki'nin Sesi
- Antalya
- Ayyıldız Toros
- Demokrat Gazete
- Haber Antalya
- Kemer Gözcü
- Manavgat Nehir Gazetesi
- Yeni Alanya

Aydın
- Aydın Denge
- Aydın Ses
- Hedef Gazetesi
- Mücadele

Balıkesir
- İlk Haber
- Körfez'in Sesi Gazetesi

Batman
- Batman Çağdaş
- Batman Doğuş
- Batman Express
- Batman Gazetesi
- Batman Haber Portalı
- Batman Postası

Bayburt
- Yeşil Bayburt Gazetesi

Bingöl
- Bingöl Gazetesi
- Bingöl'ün Sesi

Bolu
- Bolu Express
- Bolu Gündem
- Bolu Olay
- Bolu'nun Sesi
- Bolu'da Yenihayat
- Geredemiz
- Yeni Ufuk

Burdur
- Burdurlu'nun Sesi
- Hedef Gazetesi

Bursa
- Ağ Bursa
- Bizim Bursa
- Bursa Hakimiyet
- Bursa Olay Gazetesi
- İlk Haber
- Ekohaber
- Kent Gazetesi
- Mudanya Online
- Tuna Gazete
- Yaşayan Bursa
- Yeni Bursa

Çanakkale
- Ayvacık Gazetesi
- Burası Çanakkale
- Çanakkale Haber
- Çanakkale Olay
- Gazete Boğaz
- Gelibolu
- Lapseki Gazetesi

Çankırı
- Çankırı'nın Sesi

Çorum
- Çorum Haber
- Çorum Dost Haber

Denizli
- Demokrasi Zemini
- Denizli Haber
- Denizlili

Diyarbakır
- Diyarbakır
- Diyarbakır Söz
- Güneydoğu Ekspres

Düzce
- Düzce Damla Gazetesi

Edirne
- Edirne Gazetesi
- Edirne'nin Sesi
- Trakya Net Haber
- Trakya'nın Sesi

Elazığ
- Elaziz.net

Erzincan
- Özsöz Gazetesi

Erzurum
- Erzurum Gazetesi

Eskişehir
- Eshaber
- Eskişehir Sakarya

Gaziantep
- Güncel Gazetesi
- Olay Medya

Giresun
- Giresun Işık
- Özbulancak Gazetesi

Hakkari
- Yüksekova Haber

Hatay
- Antakya Gazetesi
- Hatay Gazetesi
- Hürhaber
- Kardelen Gazetesi
- Kırıkhan Olay
- Özyurt

Iğdır
- Yeşil Iğdır Gazetesi

Isparta
- Gülses
- Isparta Manşet

Iskenderun
- Güney Gazetesi

Istanboel
- Ataköy Gazete
- Bakırköy Postası
- Beşiktaş Gazetesi
- Bölge Gazetesi
- Çağdaş Kadıköy
- Gazete Beşiktaş
- Gazete Boğaz
- Güzel Vatan
- Özden Gazetesi
- Pendik Son Söz
- Yaşam Gazetesi
- Yerel Haber
- Yöremiz

İzmir
- Aliağa Ekspres
- Demokrat Aliağa
- Demokrat Urla
- Gazete Karşıyakalı
- Haber Ekspres
- Kuşadası Haber
- Kuzey Ege
- Menderes Postası
- Menemen'in Sesi
- Yeni Asır

Kahramanmaraş
- Elbistan'ın Sesi
- Kahraman Maraş Gazetesi
- Kayzen
- Kent Maraş

Karadeniz Ereğli
- Değişim Gazetesi

Kars
- Siyasal Birikim

Kastamonu
- Kastamonu Postası

Kayseri
- Kayseri Gündem
- Kayseri Haber

Kırıkkale
- Yeşilyurt Gazetesi

Kilis
- Kilis Postası

Kocaeli
- Bizim Kocaeli
- Gebze Gazetesi
- Gebze Haber
- Haberci 41
- Kocaeli Gazetesi
- Öncü Haber
- Özgür Kocaeli
- Yeni Haber

Konya
- Çumra Postası
- Hakimiyet
- İlk Haber
- İstasyon Gazetesi
- Memleket Gazetesi
- Merhaba Gazetesi
- Pervasız (Akşehir)
- Yeni Meram
- Yeni Konya

Karaman
- Anadolu Manşet
- Karaman'da Uyanış
- Yeşil Ermenek

Kütahya
- Bizim Tavşanlı
- Kütahya Gazetesi
- Tavşanlı'nın Sesi
- Tellal
- Yeni Kütahya

Malatya
- Darende Haber
- Malatya Haber
- Son Söz Gazetesi

Manisa
- Manisa Haber

Mersin
- Güney Gazetesi
- Mersin Tercüman Gazetesi
- Tarsus Haber

Muğla
- Bodrum Yarımada
- Güney Ege
- Marmaris Gündem
- Marmaris Sun
- Muğla Haber

Osmaniye
- Başak Gazetesi
- Düziçi Erdem Gazetesi
- Erdem Gazetesi

Sakarya
- Adapazarı Gazetesi
- Bizim Sakarya
- Sakarya Akşam Gazetesi
- Sakarya Yenigün
- Sakarya Yenihaber
- Yeni Sakarya

Samsun
- Halk Gazetesi
- Kuzey Haber

Siirt
- Siirt Mücadele Gazetesi

Sivas
- Sivas Haber
- Sivas Postası
- Gürün Haber
- Sivas Hakikat
- Yeni Ülke
- Sularbasi-haber/Gürün

Şanlıurfa
- Güneydoğu Gazetesi
- Şanlıurfa
- Urfa Haber
- sivas haberler/urfa

Tekirdağ
- Çerkezköy Haber
- Şarköy'ün Sesi

Tokat
- Yeşil Niksar

Trabzon
- Bölgede Gündem
- Hüryol
- Karadeniz Gazetesi
- Karadeniz Haber
- Karadeniz'den Günebakış
- Kuzey Ekspres Gazetesi
- Taka
- Türk Sesi Gazetesi

Yalova
- Yalova Life
- Yalova 77

Yozgat
- Sorgun Postası

Zonguldak
- Değişim Gazetesi
- Karabük Net
- Zonguldak Net

## Niet geclassificeerde kranten
- Antrak
- Ayyıldız Gazetesi
- Başar Mevzuat (wettelijk)
- Dental Gazete (dentaal)
- Ekonomik Çözüm (economie)
- Gaphaber https://web.archive.org/web/20161012085518/http://gaphaber.com/
- Gözlem Gazetesi
- Güvercin
- İktisadi Dayanışma (economie)
- Kazete
- Komünist
- Liberal Haber (liberaal)
- Mali haber (financieel)
- Mahalli İdareler (plaatselijke overheid)
- Mükellef Gazetesi (belasting)
- Sanal Gazete (online)
- Sigortaci Gazetesi (verzekering)
- Stratejik Gundem
- Ticaret Gazetesi (handel)
- Turizm Gazetesi (toerisme)
- Turizmde Bu Sabah (toerisme)
- Türkiye'de Tufan Gazetesi
- Son Baskı (cultuur)
- Yurtsever

## Voetnoten
1. 1 2  Bron: Medyaline.com
2. 1 2  Rumca Basın (in het Turks). Gearchiveerd op 2 juni 2023.